# 里库尔
里库尔（法語：Ricourt，法語發音：[ʁikuʁ]）是法国热尔省的一个市镇，属于米朗德区。

## 地理
里库尔（43°29'16"N, 0°10'38"E）面积7.87 平方千米，位于法国奧克西塔尼大區热尔省，该省份为法国西南部内陆省份，北起顺时针与洛特-加龙省、塔恩-加龙省、上加龙省、上比利牛斯省、大西洋比利牛斯省和朗德省接壤。
与里库尔接壤的市镇（或旧市镇、城区）包括：布卢松-塞里扬、马尔西亚克、蒙勒赞、圣瑞斯坦、桑布埃斯。

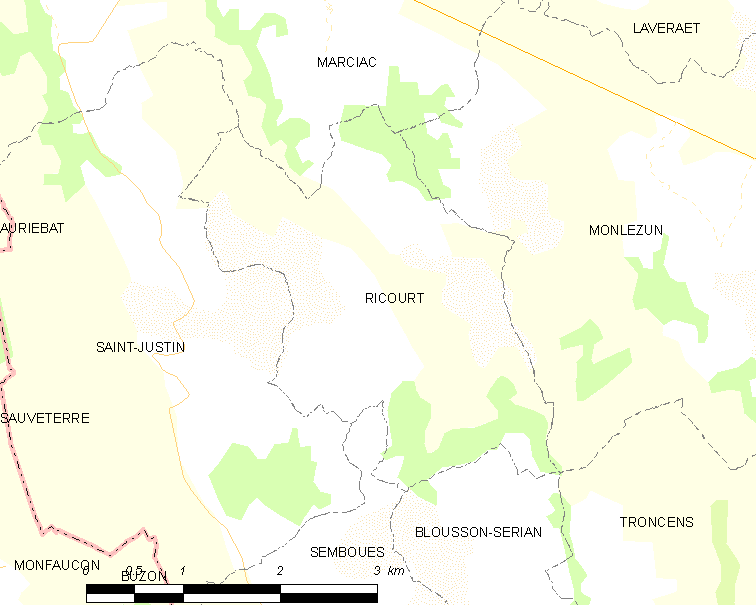
里库尔的OSM定位图

里库尔的时区为UTC+01:00、UTC+02:00（夏令时）。

## 行政
里库尔的邮政编码为32230，INSEE市镇编码为32342。

## 政治
里库尔所属的省级选区为帕尔迪亚克-下河县。

## 人口

1962-2008年间里库尔人口变化图示

里库尔于2022年1月1日时的人口数量为47人。